# Elimane Coulibaly
Elimane Coulibaly (Dakar, 15 marzo 1980) è un allenatore di calcio ed ex calciatore senegalese, di ruolo attaccante.

## Caratteristiche tecniche
È una punta centrale.